# St. Michael (Steinbach)

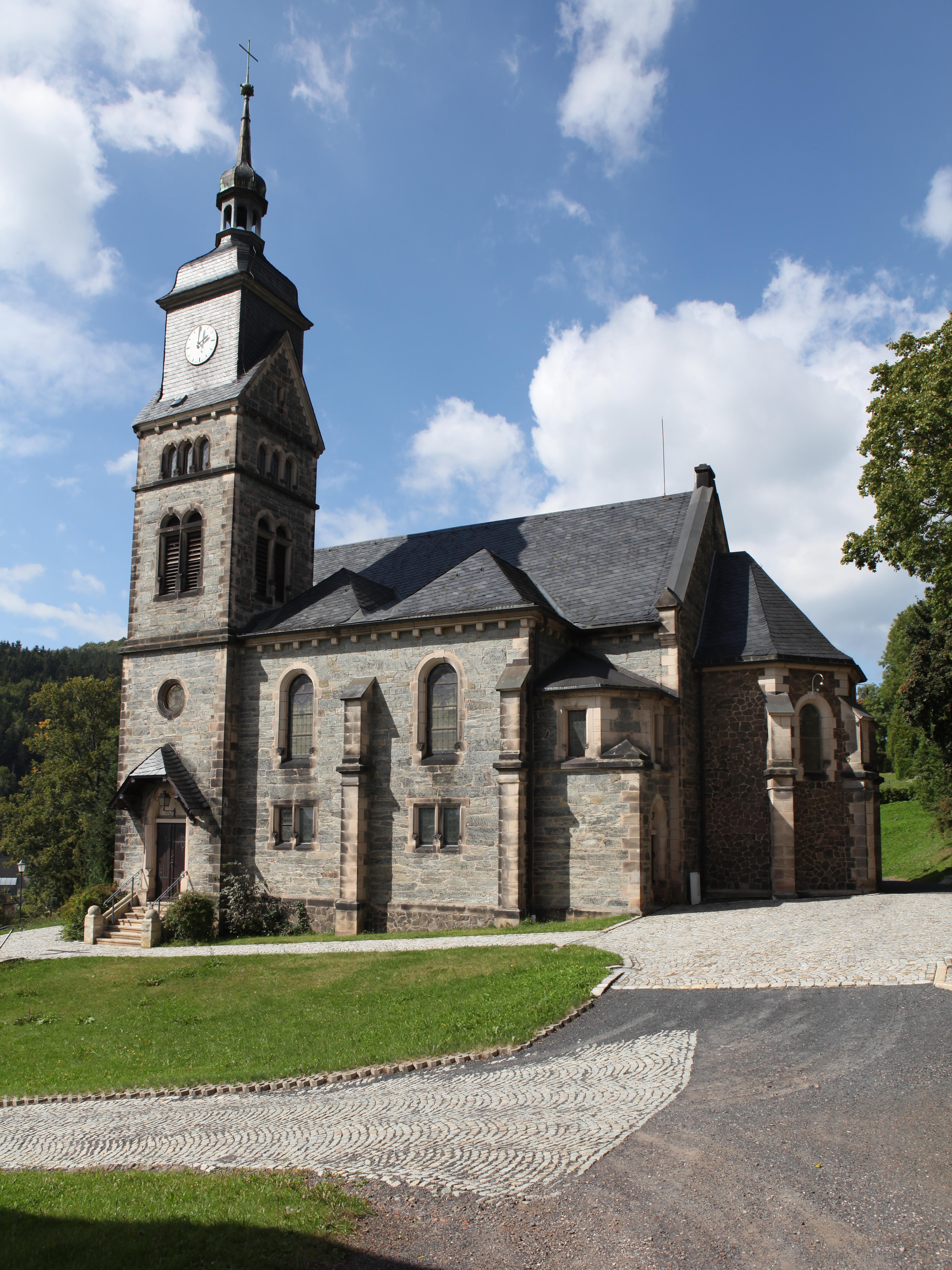
St. Michael, Steinbach

Die evangelisch-lutherische Kirche St. Michael wurde 1905/06 in dem heutigen Sonneberger Ortsteil Steinbach im neuromanischen Stil  errichtet.
Im Jahr 1904 hatten sich die Gemeinden Köppelsdorf, Steinbach, Hüttensteinach, Mönchsberg und Jagdshof vom Kirchspiel Oberlind getrennt und in der neuen Pfarrei Köppelsdorf vereint. Insbesondere die Industriellen William Swaine und Günter Schoenau, die in Hüttensteinach Porzellanfabriken besaßen, unterstützten die Abtrennung, weil sie sich  für die Porzellanarbeiter durch eine eigenständige Gemeinde vor Ort ein stärkeres Gegengewicht zur Sozialdemokratie versprachen. In der Folge entstand das heute denkmalgeschützte Kirchenhaus nach einem Entwurf des Saalfelder Baurates Karl Rommel, das am 23. September 1906 geweiht wurde.
Die neuromanische Saalkirche hat eine mit Schiefer gemauerte Außenwand, die durch Sandsteinelemente gegliedert ist, und schiefergedeckte Dächer. Das Langhaus mit seinen dreiseitigen Emporen wird von einer Holzdecke mit einem mehrfachen Sprengwerk unter einem Satteldach überspannt. Die Decke ist mit Schablonenmalereien des Coburger Malers Arthur Wang verziert. Die gestelzte, polygonale Apsis im Osten ist überwölbt. Der Kirchturm, an der Südwestecke stehend, hat einen verschieferten Dachaufsatz mit Welscher Haube und einer kreuzbekrönten Laterne. Drei Eisenhartgussglocken, 1920 bei Schilling & Lattermann in Apolda gegossen, hängen in dem Turm. In der kreuzbekrönten Westfassade befindet sich das Hauptportal über dem dreibahnige Rundbogenfenster angeordnet sind.
Die bauzeitliche Bleiverglasung in den Apsis- und Emporenfenstern zeigt eine figürliche Glasmalerei der Naumburger Anstalt für Glasmalerei und Kunstverglasung Wilhelm Franke. Die Orgel aus dem Jahr 1908 stammt von Wilhelm Sauer. Das benachbarte, zweigeschossige Pfarrhaus plante ebenfalls Karl Rommel.